# Eleccions generals espanyoles de 1919

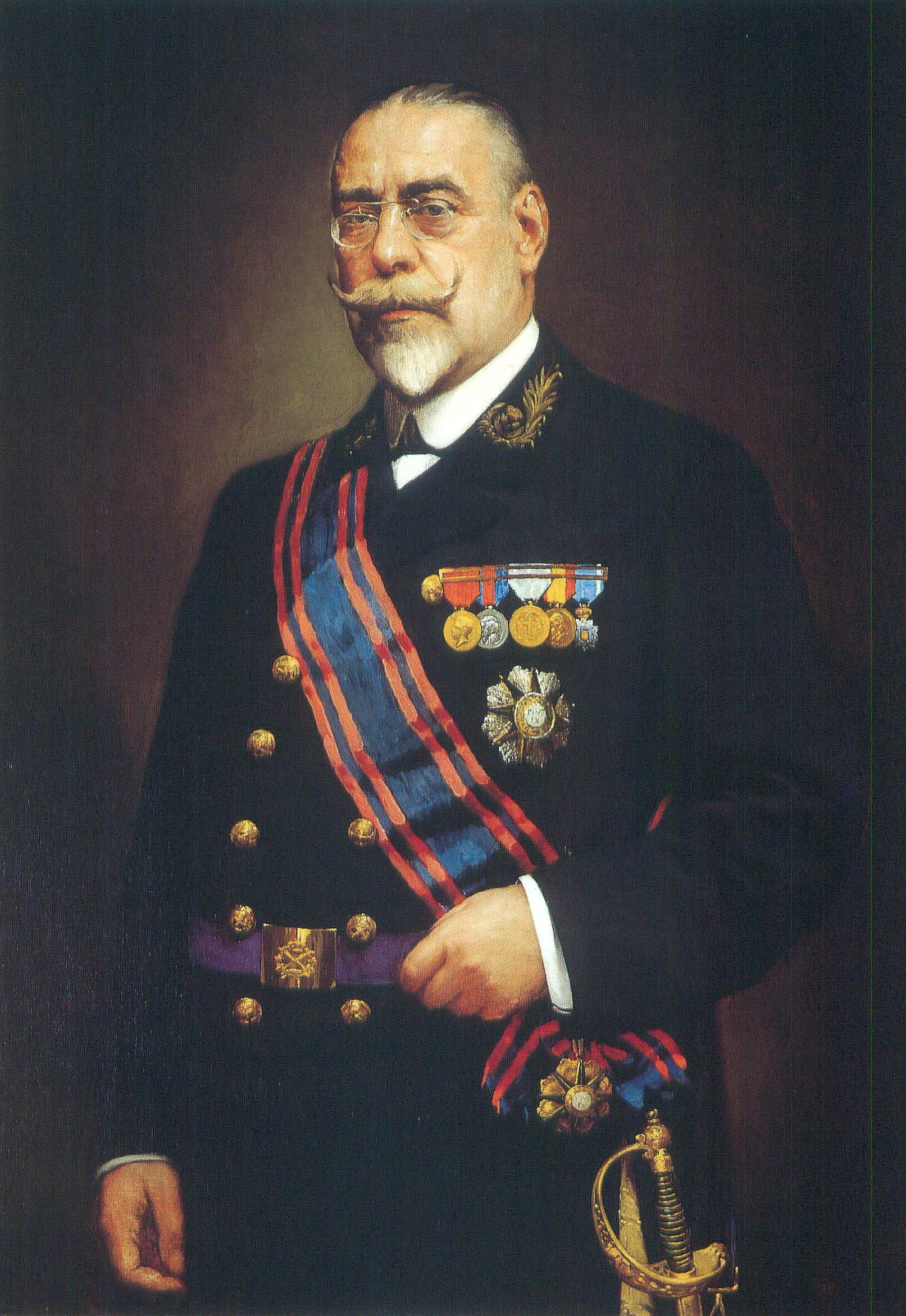
Manuel Allendesalazar

Les Eleccions generals espanyoles de 1919 foren convocades enmig d'una crisi política i econòmica sense precedents l'1 de juny de 1919, sota sufragi universal masculí. Les tensions, les revoltes, les vagues i les mobilitzacions a Catalunya van fer que el nou líder espanyol, que ja havia encapçalat un govern de concentració entre el 22 de març i el 9 de novembre de 1918 tornés a cridar sufragis.
En total foren escollits 409 diputats, i amb uns resultats similars a les eleccions de 1918 el partit més votat fou la coalició dels sectors mauristes i ciervistes del Partit Liberal Conservador, dirigit aleshores per Antoni Maura i Montaner. El PSOE, el PURA i la Federació Republicana es presentaren plegats, però només assoliren 15 escons. Fou elegit president del Congrés Juan Armada, marqués de Figueroa (substituït el 29 de juliol de 1919 per José Sánchez Guerra y Martínez) i president del Senat Manuel Allendesalazar (substituït per Joaquín Sánchez de Toca Calvo). El cap de govern fou Antoni Maura, fins que el 20 de juliol fou nomenat Joaquín Sánchez de Toca Calvo. El desembre fou obligat a dimitir, i donat la incapacitat de Dato i Bugallal per a formar govern, fou nomenat cap de govern el 12 de desembre Manuel Allendesalazar, qui resistí fins al 20 de maig de 1920, quan es convocaren noves eleccions.

## Composició de la Cambra
| ← Eleccions generals espanyoles, 1 de juny de 1919 → |        |                                          |
| Partit                                               | Escons | Líder                                    |
| Conservadors mauristes i ciervistes                  | 104    | Antoni Maura i Montaner                  |
| Partit Conservador                                   | 94     | Eduardo Dato e Iradier                   |
| Partit Liberal Demòcrata                             | 52     | Manuel García Prieto                     |
| Partit Liberal romanonista                           | 40     | Álvaro Figueroa y Torres Mendieta        |
| Partit Liberal-Izquierda Liberal                     | 30     | Santiago Alba Bonifaz                    |
| Conjunció Republicano-Socialista                     | 15     | Álvaro de Albornoz                       |
| Lliga Regionalista                                   | 14     | Francesc Cambó                           |
| Unión Monárquica Nacional                            | 6      | Alfons Sala i Argemí                     |
| Partido Reformista                                   | 6      | Melquíades Álvarez                       |
| Comunió Nacionalista Basca                           | 5      | Ramón de la Sota                         |
| Partit Republicà Català                              | 2      | Gabriel Alomar                           |
| Liberals Agraris                                     | 5      | Rafael Gasset Chinchilla                 |
| Partit Republicà Radical                             | 4      | Alejandro Lerroux                        |
| Liberales nicetistas                                 | 4      | Niceto Alcalá Zamora                     |
| Comunió Tradicionalista (jaumistes)                  | 4      | Pascual Comín                            |
| Federació Monàrquica Autonomista                     | 3      | Manuel Maria Girona i Fernàndez Maqueira |
| Partit Catòlic Tradicionalista                       | 3      | Juan Vázquez de Mella                    |
| Liberals independents                                | 3      |                                          |
| Agrari                                               | 2      | Diego Martín Veloz                       |
| Nacionalistes republicans catalans                   | 2      | Francesc Macià                           |
| Partit Integrista                                    | 1      | Manuel Senante y Martínez                |
| Partit Republicà Democràtic Federal                  | 1      | Julià Nougués Subirà                     |
| Regionalistes (aragonès i lleonès)                   | 2      |                                          |
| Independents                                         | 4      |                                          |

## Resultats per circumscripcions

### Catalunya
- Barcelona
  - Francesc Cambó i Batlle (Lliga Regionalista)
  - Antoni Arderiu i Pascual (Lliga Regionalista)
  - Narcís Batlle i Baró (Lliga Regionalista)
  - Josep Bertran i Musitu (Lliga Regionalista)
  - Antoni Miracle i Mercader (Lliga Regionalista)
  - Magí Morera i Galícia (Lliga Regionalista)
  - Pere Rahola i Molinas (Lliga Regionalista)
  - Albert Rusiñol i Prats (Lliga Regionalista)
  - Joan Lligé i Pagès (Lliga Regionalista)
  - Rafael Vehils i Grau (Lliga Regionalista)
  - Alejandro Lerroux García (Partit Republicà Radical)
  - Gabriel Alomar i Vilallonga (Partit Republicà Català)
  - Francesc Layret i Foix (Partit Republicà Català)
  - Alfons Sala i Argemí, comte d'Égara (Unión Monárquica Nacional)
  - Josep Maria Milà i Camps, comte de Montseny (Unión Monárquica Nacional)
  - Josep Zulueta i Gomis (Partido Reformista)
  - Manuel Maria Girona i Fernàndez Maqueira (Federació Monàrquica Autonomista)
  - Pere Guerau Maristany i Oliver, comte de Lavern (liberal monàrquic)
  - José Enrique de Olano y Loyzaga, comte de Fígols (Conservador maurista)
  - Bartomeu Trias i Comas (Comunió Tradicionalista)
- Girona
  - Joan Ventosa i Calvell (Lliga Regionalista)
  - Eusebi Bertrand i Serra (Lliga Regionalista)
  - Salvador Albert i Pey (PRC)
  - August Pi i Sunyer (PRC)
  - Juli Fournier i Cuadros (Partit Conservador)
  - Lluís Pons i Tusquets (Conservador maurista)
  - Francesc de Moxó de Sentmenat (Unión Monárquica Nacional)
- Lleida
  - Felip Rodés i Baldrich (independent dins la Lliga Regionalista)
  - Josep Maria Trias de Bes (Lliga Regionalista)
  - Joan Marsans i Peix (Conservador)
  - Daniel Riu i Periquet (Izquierda Liberal)
  - Joan Sarradell i Farràs (Izquierda Liberal)
  - Francesc Macià i Llussà (Federació Democràtica Nacionalista)[2]
  - Josep Llari i Areny (Partido Reformista)
  - Joan Moles i Ormella (republicà independent)
- Tarragona
  - Marcel·lí Domingo i Sanjuan (Partit Republicà Radical)
  - Joan Pich i Pon (Partit Republicà Radical)
  - Antoni Albafull i Vidal (Lliga Regionalista)
  - Manuel Kindelán y de la Torre (Liberal-Demócrata)
  - Josep Nicolau i Sabater (Unión Monárquica Nacional)
  - Julià Nougués Subirà (Partit Republicà Democràtic Federal)
  - Miquel Colom i Cardany (Conservador maurista)
  - Lluís Figueroa i Maria (republicà)

### Illes Balears
- Josep Socias Gradolí (Conservador)
- Josep Cotoner Allendesalazar, comte de Sallent (Conservador)
- Antoni Maura i Montaner (Conservador)
- Guillermo García Parreño López (Conservador Ciervista)
- Alexandre Rosselló i Pastors (liberal romanonista)
- Eusebi Pascual Bauzà (Izquierda Liberal)
- Carles Roman Ferrer (Izquierda Liberal)

### País Valencià
- Alacant
  - José Francos Rodríguez (liberal-demòcrata)
  - Alfonso de Rojas y Pascual de Bonanza (liberal-demòcrata)
  - Vicente Ruiz Valarino (liberal-demòcrata)
  - Salvador Raventós Clivilles (liberal-demòcrata)
  - Luis López Dóriga (Conservador maurista)
  - Luciano López Ferrer (Conservador maurista)
  - Miguel Maura Gamazo (Conservador maurista)
  - Manuel Orts Cano (Conservador maurista)
  - Manuel González-Hontoria y Fernández Ladreda (liberal romanonista)
  - Luis Barcala Cervantes (Conservador Ciervista)
- Castelló
  - Vicente Cantos Figuerola (liberal-demòcrata)
  - Juan Navarro Reverter y Gomis (liberal-demòcrata)
  - Ramón Saiz de Carlos (liberal-demòcrata)
  - Jaime Chicharro Sánchez-Guió (Conservador Ciervista)
  - Fernando Gasset Lacasaña (Partit Republicà Radical)
  - Luis Montiel Balanzat (Conservador Ciervista)
  - Joaquín Manglano Cucaló de Montull (Conservador Ciervista)
- València
  - Fèlix Azzati i Descalci (PURA)
  - José Ferraz Penelas (Conservador)
  - Carlos Hernández Lázaro (Conservador)
  - Salvador Canals i Vilaró (Conservador)
  - Juan Izquierdo Alcaide (liberal romanonista)
  - Luis García Guijarro (Comunió Tradicionalista)
  - Federico Loygorri Vives, baró de Benidoleig (Conservador Ciervista)
  - Vicente Puigmoltó Rodríguez-Trelles, comte de Torrefiel (Conservador ciervista)
  - José Montesinos Checa (Conservador ciervista)
  - Vicente Lassala Miguel (Conservador ciervista)
  - José Maestre Laborde-Boix (Conservador ciervista)
  - Juan Bautista Valldecabres Rodrigo (Conservador)
  - José García-Berlanga Pardo (liberal-demòcrata)
  - Emeterio Muga Díez (Izquierda liberal)
  - Enrique Trénor Montesinos, comte de Montornès (conservador independent)